# Дядьковичи (Дубенский район)
Дядьковичи (укр. Дядьковичі) — село в Варковичской сельской общине Дубенского района Ровненской области Украины.
Население по переписи 2001 года составляло 224 человека. Почтовый индекс — 35610. Телефонный код — 3656. Код КОАТУУ — 5621687003.